# Allie Haze
Allie Haze (San Bernardino, Californië, 10 mei 1987), geboren als Brittany Joy Sturtevant, is een Amerikaans pornoactrice en model.
Haze groeide op in Redlands, Californië. In juni 2009 begon Haze te werken als pornoactrice. In mei 2011 sloot Haze een exclusief contract af met Vivid Entertainment. In 2011 won Haze een XRCO Award, een NightMoves Award en een AVN Award. Ook in 2012, 2013 en 2015 won Haze pornofilmprijzen. In januari 2014 was Haze de Penthouse Pet of the Month.

## Gewonnen prijzen
- 2011: AVN Awards, categorie Most Outrageous Sex Scene voor Belladonna: Fetish Fanatic 8 (met Adrianna Nicole en Amy Brooke)[5]
- 2011: NightMoves Awards, categorie Best New Starlet[4]
- 2011: XRCO Awards, categorie New Starlet (tezamen met Chanel Preston)[3]
- 2012: XRCO Awards, categorie Cream Dream[6]
- 2013: XBIZ Awards, categorie Best Actress - Parody Release voor Star Wars XXX: A Porn Parody[7]
- 2015: AVN Awards, categorie Best Three-Way Sex Scene - B/B/G voor Allie (met Ramon Nomar en Mick Blue)[8]